# Matteo Bobbi
Matteo Bobbi (Milão, 2 de julho de 1978) é um automobilista italiano.